# Democrazy
Democrazy est un jeu de cartes dans lequel, tout au long de la partie, les joueurs votent pour modifier les règles.

## Histoire
Ce jeu a été créé par Bruno Faidutti sur une idée de Karl-Heinz Schmiel et édité par Jeux Descartes. Il a été découvert et primé par le Concours international de créateurs de jeu de société de la ville de Boulogne-Billancourt.

## Règles
Chaque joueur commence avec une poignée de pions de couleurs différentes (rouge, bleu, jaune ou vert) tirés au hasard, une poignée de cartes loi ou règlement, un bulletin de vote Oui, un Non et un bulletin joker.
Au cours de la partie, les joueurs proposent chacun à leur tour des lois qui modifient la répartition des points, la valeur des pions ou la répartition des pions eux-mêmes. On peut trouver des lois comme :
- Les joueurs barbus gagnent 5 points de plus.
- Les pions bleus valent 2 points.
- Toutes les lois concernant les couleurs sont abrogées.

Ces lois ou règlements sont proposés au vote de l'ensemble des joueurs. Le vote est public mais doit se faire à l'unisson.
L'utilisation des jokers et l'annulation de certaines lois à la veille du comptage des points peut transformer cette paisible démocratie en une folle partie de Democrazy.